# جورج ر. شانون
جورج ر. شانون (بالإنجليزية: George R. Shannon)‏ هو سياسي أمريكي، ولد في 14 ديسمبر 1818، وتوفي في 1891. انتخب عضو مجلس ولاية تكساس.